# White Bear River (Neufundland)
Der White Bear River (white bear englisch für „Eisbär“) ist ein 40 km langer Fluss im Süden der zur kanadischen Provinz Neufundland und Labrador gehörenden Insel Neufundland.

## Flusslauf
Der White Bear River bildet den Abfluss des etwa 260 m hoch gelegenen Sees White Bear Lake. Er verlässt den See an dessen Ostufer. Er fließt anfangs 10 km in Richtung Südsüdost und anschließend nach Süden. Der White Bear River mündet schließlich 30 km nordöstlich von Burgeo in das Kopfende der White Bear Bay, einer 22 km langen langgestreckten Bucht an der Südküste von Neufundland. 2 Kilometer unterhalb des White Bear Lake mündet ein Flussarm des Granite Lake Brook von Norden kommend in den Fluss. Dessen zweiter Flussarm mündet weiter nördlich in den White Bear Lake.

## Hydrologie
Der White Bear River entwässert ein Areal von etwa 780 km². Etwa 2,5 km oberhalb der Mündung befindet sich ein Abflusspegel, der jedoch nur für die Monate Mai bis Oktober Messwerte aufweist. Aufgrund von Dammbauten am Burnt Pond River und am Granite Lake Brook, beides Zuflüsse des White Bear Lake, im Rahmen eines größeren Wasserkraftprojektes wurde das Einzugsgebiet des White Bear River in den 1960er und 1970er Jahren erheblich verkleinert. Das Wasser der aufgestauten Seen Burnt Pond und Granite Lake fließt nun nach Osten und erreicht unterhalb des Wasserkraftwerks Bay d’Espoir das Meer.